# Macrianus Maior
Fulvius Macrianus (? - 261), bekend als Macrianus Maior, was een Romeins generaal die in opstand kwam tegen keizer Gallienus in 260.
De afkomst van Macrianus is onbekend. Hij maakte carrière in het leger onder keizer Valerianus I en was getrouwd met een verder onbekende vrouw van hoge afkomst. Hij ging als schatbewaarder mee met Valerianus op de rampzalige expeditie tegen de Perzen, door wie Valerianus in 260 gevangen werd genomen.
Gallienus, de zoon van Valerianus, was nu de enige keizer, maar de troepen in het oosten namen dat niet. Balista, prefect van de pretoriaanse garde en degene die na de gevangenname van Valerianus de Perzen alsnog versloeg, droeg toen Macrianus voor als nieuwe keizer, maar deze weigerde gezien zijn hoge leeftijd en slechte gezondheid. Vervolgens werden Macrianus' zonen Macrianus minor en Quietus tot Augusti verheven. Macrianus maior had geen problemen met tegenstribbelende soldaten, aangezien hij beschikking had over de kas van Valerianus.
Macrianus en zonen werden vanzelfsprekend niet in het westen van het rijk erkend, en moesten dus de strijd aangaan met Gallienus. Macrianus maior en minor trokken daarom met het leger westwaarts, terwijl Balista en Quietus de situatie in het oosten regelden. In de herfst van 261 werden de Macriani verslagen in Illyricum door Aureolus of Domitianus en vermoord door hun eigen troepen. Quietus en Balista vluchtten naar Emesa, waar ze werden vermoord.
Alle munten van Macrianus major zijn voor zover bekend vervalsingen; hij heeft waarschijnlijk inderdaad nooit de keizerstitel gehad.